# 格里特維爾 (亞利桑那州)
格里特維爾（英語：Greaterville）是位於美國亞利桑那州皮馬縣的一個非建制地區。該地的面積和人口皆未知。

## 地理
格里特維爾的座標為31°45′50″N 110°45′00″W / 31.76389°N 110.75000°W，而該地的平均海拔高度為1586米（即5203英尺）。